# Dikanca

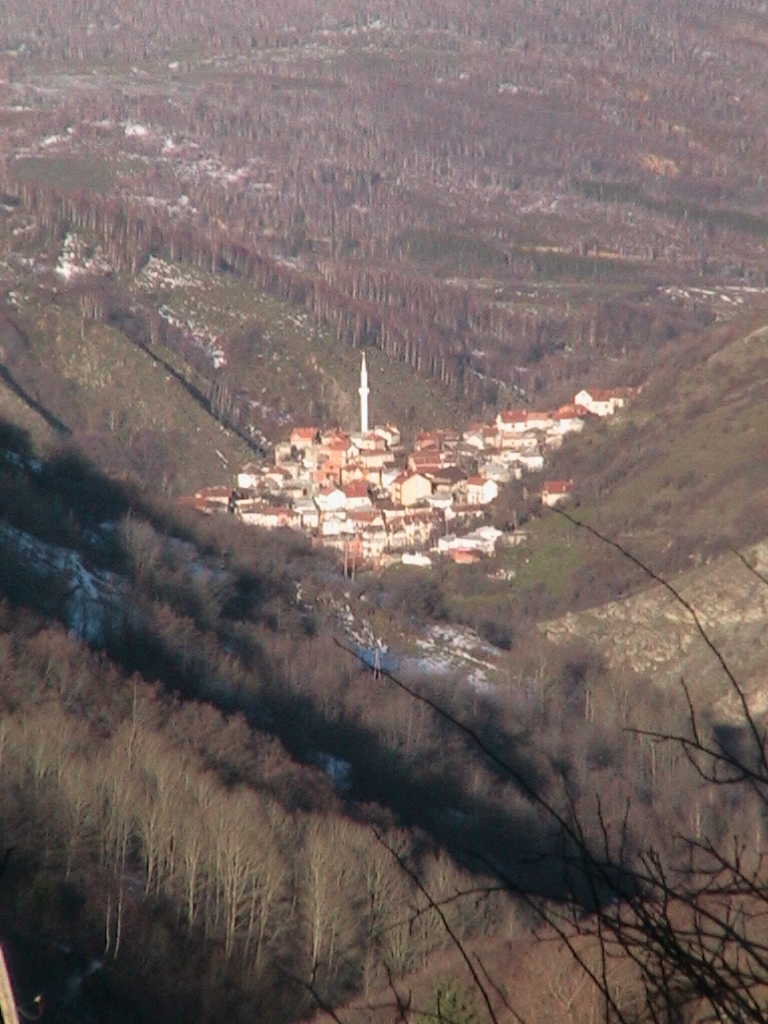
Ansicht (2013)

Dikanca (albanisch auch Dikancë, serbisch Диканце Dikance) ist ein Dorf im Süden des Kosovo in der Gemeinde Dragash. Es liegt etwa fünf Kilometer südlich des Gemeindehauptortes Dragash.

## Bevölkerung
Die letzte Volkszählung im Kosovo 2011 ermittelte für Dikance eine Einwohnerzahl von 124. Alle von ihnen (100 %) sind Goranen und Muslime.
| Zensus    | 1919 | 1948 | 1953 | 1961 | 1971 | 1981 | 1991 | 2011 |
| --------- | ---- | ---- | ---- | ---- | ---- | ---- | ---- | ---- |
| Einwohner | 105  | 318  | 320  | 349  | 392  | 282  | 257  | 124  |